# Изгубљена срца
„Изгубљена срца” (енгл. Lost Hearts) је прича о духовима британског писца М. Р. Џејмса, први пут објављена 1895. године у часопису Pall Mall Magazine. Касније је укључена у збирку прича под насловом Приче о духовима једног антиквара (1904).
Приповетка се на српском језику први пут појавила 1998. у оквиру збирке прича Јасен и друге приче о духовима Књижаре Театар, у преводу Александра Бјелогрлића.

## Радња
У септембру 1811. године, млади дечак по имену Стивен Елиот стиже на имање Есворби Хол у Линколнширу. Стивен је недавно остао сироче, а његов старији рођак, господин Ебни, великодушно га је позвао да дође и живи са њим. Позив је био неочекиван, јер је господин Ебни познат као повучен човек, стручњак за древне паганске религије, који је потпуно уроњен у своје књиге.
Господин Ебни срдачно дочекује свог младог рођака, и чини се да је одушевљен сазнањем да је Стивенов дванаести рођендан тек за скоро годину дана. Он наређује батлеру Парксу да одведе Стивена до домаћице, госпође Банч. Госпођа Банч чини да се Стивен осећа потпуно као код куће, и њих двоје убрзо постају добри пријатељи. Стивен, авантуристички и радознали дечак, сазнаје много о Есворби Холу и његовим вртовима од госпође Банч, која је овде ради већ двадесет година.
Једне новембарске вечери, Стивен пита госпођу Банч: „Је ли господин Ебни добар човек и хоће ли он доспети у рај?” Госпођа Банч му каже да је његов рођак најљубазнији човек кога зна. Потом говори о другој деци коју је господин Ебни примио у кућу. Прва је била девојчица која није имала породицу. Господин Ебни ју је довео кад се једног дана вратио из шетње, око две године након што је госпођа Банч први пут дошла у Хол. Након три недеље, девојчица је изненада нестала пре него што је ико устао ујутру. Господин Ебни био је очајан и чак је наредио да се претраже окољња језера, али девојчица никада поново није виђена. Госпођа Банч верује да су је одвели Цигани који су виђени у околини. Други је био млади странац који је дошао са својим верглом пре седам зима. Као и девојчица, и дечак је једног раног јутра изненада нестао. Госпођа Банч не зна зашто је отишао или шта је радио, јер је оставио свој вергл за собом.
Те ноћи, Стивен сања чудан сан. Гледа кроз застакљена врата старог, напуштеног купатила у ходнику испред своје собе. У кади лежи мршава прилика увијена у покров. На уснама јој је блед и страшан осмех, а руке су јој притиснуте чврсто преко срца. Онда почиње да стење и помера руке. Стивен се буди уплашен и схвата да стоји у ходнику. Прилази вратима купатила и завири да види да ли је прилика тамо. Пошто је пронашао празну каду, Стивен се враћа у кревет. Када је ујутро испричао сан госпођи Банч, она је прекрила врата новом завесом. Господин Ебни такође показује интересовање за Стивенову причу и бележи је у своју књигу.
Како се приближава пролећна равнодневница, господин Ебни више пута саветује Стивена да пази и да затвара прозор у својој соби ноћу. Објашњава му да су древни народи сматрали да је то доба године критично за младе. Једног дана, након што је Стивен имао нарочито немирну ноћ, госпођа Банч проналази његову спаваћицу поцепану. На левој страни груди налазе се дугачки паралелни урези. Стивен не може да објасни урезе, али каже госпођи Банч да на спољној страни врата његове собе постоје сличне огреботине. Госпођа Банч одлази да погледа врата, а ознаке, које су превисоко да би их направила нека животиња, изгледају као огреботине ноктију. Она саветује Стивена да ништа не говори господину Ебнију и да закључава своја врата пре спавања.
Следеће вечери, Стивен је у соби госпође Банч када Паркс стигне делујући неуобичајено узнемирено. Не примећујући Стивена, батлер почиње да се жали на вински подрум; узнемирен је због звукова који долазе из удаљене оставе. Госпођа Банч му каже да су то вероватно пацови, али Паркс одговара да, ако је то истина, они морају бити способни да говоре. Госпођа Банч му каже да престане да плаши Стивена, а Паркс коначно схвата да је дечак присутан. Стивен поставља питања, али Паркс не жели више ништа да каже о томе.
Двадесет четвртог марта, господин Ебни разговара са Стивеном после ручка и моли га да дође у његову радну собу у 23 часа. Жели да му покаже нешто важно у вези са његовом будућношћу, и каже Стивену да никоме другом не говори о томе. Те вечери, Стивен види свог рођака у библиотеци. На столу се налази сребрни пехар пун црног вина и неколико листова папира. Господин Ебни на горионик посипа тамјан из сребрне кутије, док Стивен непримећен одлази у своју собу.
Око десет сати, Стивен гледа кроз прозор своје собе на околину. Ноћ је тиха и месец је пун. С времена на време чује чудне крике, попут вапаја изгубљених и очајних луталица, са оне стране језера. Делује као да се звуци све више приближавају, али онда престају. Стивен потом види дечака и девојчицу како стоје на тераси дуж ограде Хола. Девојчица подсећа Стивена на прилику у кади коју је видео у сну. Стоји мирно, смешећи се, са рукама преко срца. Дечак, мршав и у поцепаној одећи, подиже руке у изразу глади и жудње. Нокти су му застрашујуће дугачки, а на левој страни груди налази се зјапећи расцеп. Стивен чује, не ушима, већ у својој свести, оне пустошне крике које је раније чуо. Потом се дечак и девојчица нечујно удаљавају и нестају.
У једанаест сати, Стивен, иако прилично уплашен, одлучује да оде до радне собе господина Ебнија. Куца на врата, али не добија одговор. Чује свог рођака како говори. Потом чује како покушава да узвикне и гуши се. У тишини која је уследила, Стивен у паници отвара врата.
Касније током истраге, лекар закључује да је господина Ебнија убила дивља животиња која је ушла у радну собу кроз отворен прозор. Господин Ебни је пронађен у својој фотељи са страшном расекотином на грудима која је откривала срце, а његов израз лица је био укочен у мешавини беса, страха и страшног бола. Није било крви на његовим рукама, нити на ножу који је лежао на столу.
Неколико година касније, Стивен Елиот проучава папире господина Ебнија и открива другачије објашњење за смрт свог рођака. Кроз своја проучавања древних текстова, господин Ебни је постао уверен да може стећи натприродне моћи — као што је способност да лети или постане невидљив — тако што ће појести срца троје људи млађих од дванаест година. Свако срце морало је бити уклоњено са живих жртава, претворено у пепео и помешано са црним вином. Господин Ебни је бирао децу за којом се не би трагало. Прво срце је уклоњено од једне Циганке 24. марта 1792, а друго од путујућег италијанског дечака 23. марта 1805. године. Лешеви деце су скривани у напуштеном купатилу и винском подруму. Господин Ебни је одабрао Стивена као трећу жртву за свој експеримент. Надао се да ће добити моћи које ће му омогућити не само да избегне правду већ и да победи саму смрт. Иако је био свестан духова деце, названих „психичким деловима субјеката” у његовим белешкама, господин Ебни је веровао да га они не могу повредити.

## Окултне теме
У складу са антикварним интересовањима и великом личном ерудицијом коју као аутор уноси у окружења која ствара за своје приче, М. Р. Џејмс пружа значајну количину позадинских информација о области изучавања немилосрдног и бескрупулозног класичног научника, господина Ебнија. Ебни види убиство сирочади не као чин насиља, већ као средство за постизање својих (црних) магијских циљева. Његова научна интересовања обухватају систем веровања неоплатонизма и мистеријске религије касне антике — нарочито митраизам и орфизам — као и псеудонаучни и мистични систем алхемије.
Током приче, Ебни помиње не само Цензорина, аутора трактата De die Natali (О рођенданима), већ и митског оснивача алхемије Хермеса Трисмегиста, као и оснивача гностичке секте, Симона Мага.
Ближила се пролећна равнодневица, а на то је господин Ебни често подсећао свога рођака, додајући да су је древни народи сматрали критичним раздобљем за младе, о чему је вредна запажања оставио Кенсорин, те да Стивену ваља водити рачуна о себи и ноћу затварати прозор од спаваће собе...
... Забележено је да је Симон Маг могао да лети, да постане невидљив или да по жељи поприми каквогод обличје, захваљујући деловању душе дечака кога би „усмртио” − да се послужим погрдним изразом што га је употребио писац Клементинских признања. Налазим штавише да се ово подудара са извесним појединостима у списима Хермеса Трисмегиста, где се вели да се слични пробитачни резултати могу постићи апсорпцијом срдаца од најмање три људска бића млађа од дванаест година.
Према ранохришћанском/гностичком религијском роману Клементинска признања, на који се упућује у другом од два цитирана одломка:
Симон је тврдио да може по вољи учинити себе видљивим или невидљивим, пролазити кроз стене као да су од глине, бацити се са планине без повреда, ослободити се када је везан, оживети статуе, учинити да дрвеће ниче, бацити се у ватру без опекотина, појавити се са два лица: „Променићу се у овцу или козу. Учинићу да дечацима расте брада. Полетећу у ваздух, показаћу обиље злата. Ствараћу и рушити краљеве. Бићу обожаван као Бог, божанске почасти биће ми јавно указане, тако да ће мој лик бити постављен, и бићу обожаван као Бог.” 
Поред тога (и са посебном релевантношћу за главну тему „Изгубљених срца”), аутор Клементинских признања бележи епизоду у којој је Симон створио свог фамилијарног духа призивањем душе дечака и држањем његове слике у својој спаваћој соби. Теозоф Џ. Р. С. Мид даје детаљнији опис ове епизоде, пружајући превод дужег издања у Клементинским хомилијама, од којих је следећи извод:
Симон није стао код убиства, како је признао Никети и Аквили „као пријатељ пријатељима”. У ствари, он је раздвојио душу дечака од његовог тела како би дечак деловао као његов саучесник у његовим феноменима. И ово је магијски modus operandi. „Он нацрта дечака на статуу коју држи посвећену у унутрашњем делу куће где спава, и каже да након што га обликује из ваздуха уз помоћ одређених божанских трансмутација, и након што му је нацртао облик, враћа га поново у ваздух.”